# شاخص قیمت مصرف‌کننده (بریتانیا)

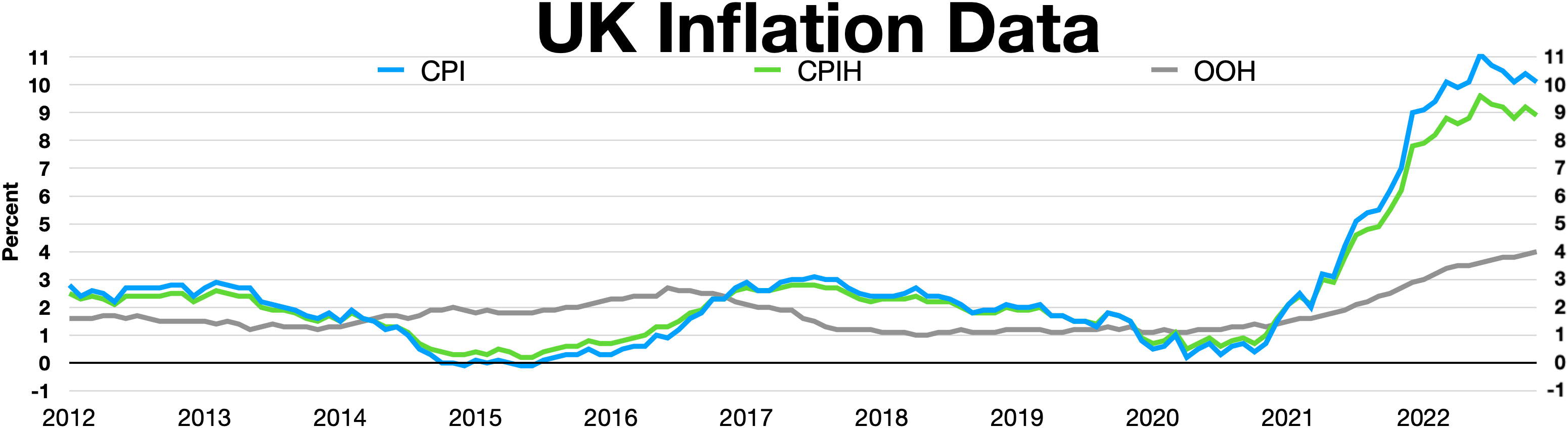
داده‌های تورم بریتانیا
CPI
CPIH (CPI+OOH)
OOH تورم مسکن تحت سکونت مالک

شاخص قیمت مصرف‌کننده (انگلیسی: Consumer Price Index یا CPI) معیار رسمی برای تورم در قیمت مصرف‌کننده در بریتانیا است که به آن شاخص هماهنگ قیمت مصرف‌کننده (انگلیسی: Harmonised Index of Consumer Prices یا HICP) نیز گفته می‌شود.

## تاریخچه

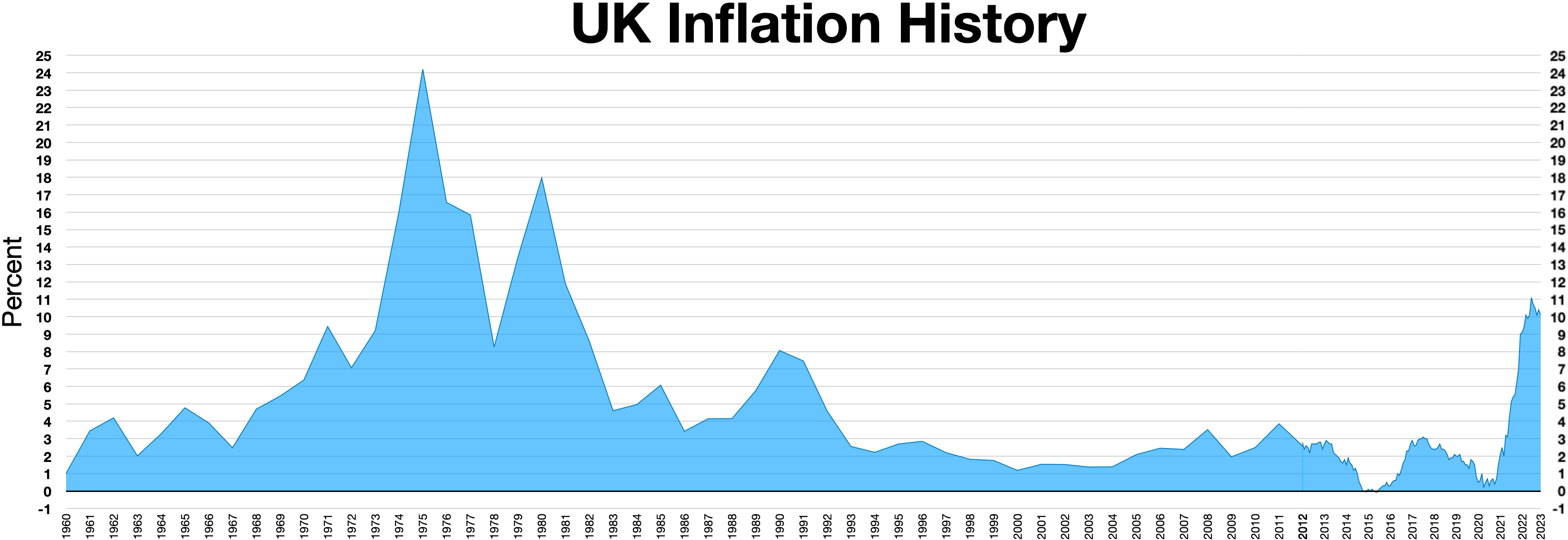
تاریخچهٔ تورم در بریتانیا تورم در سال ۱۹۷۵ به ۲۴ درصد رسید و در سال ۱۹۷۶ بحران استرلینگ و به دنبال آن زمستان نارضایتی رخ داد

معیار سنتی تورم در بریتانیا برای سال‌های متمادی، شاخص قیمت‌های خرده‌فروشی (RPI) بود که برای اولین بار در اوایل سدهٔ بیستم محاسبه شد تا میزان تأثیرپذیری کارگران از تغییرات قیمت در طول جنگ جهانی اول را ارزیابی کند. شاخص اصلی به‌عنوان شاخص موقت قیمت‌های خرده‌فروشی از سال ۱۹۴۷ تا ۱۹۵۵ توصیف شد. در ژانویهٔ ۱۹۵۶، این شاخص مجدداً پایه‌گذاری شد و به شاخص قیمت‌های خرده‌فروشی تغییر نام داد. در ژانویهٔ ۱۹۶۲، این شاخص با شاخص عمومی قیمت‌های خرده‌فروشی جایگزین شد که مجدداً در آن زمان پایه‌گذاری شده بود. در ژانویهٔ ۱۹۸۷، پس از معرفی نخستین نمودهای مرتبط با شاخص، تغییر مجدد دیگری در پایهٔ این شاخص رخ داد.

### RPIX
هدف تورمی صریح برای نخستین بار در اکتبر ۱۹۹۲ توسط نورمن لامونت، صدراعظم خزانه‌داری، پس از خروج بریتانیا از مکانیسم نرخ ارز تعیین شد. در ابتدا، این هدف بر اساس RPIX بود، که برابر با شاخص قیمت خرده‌فروشی محاسبه‌شده بدون پرداخت بهرهٔ وام مسکن است. این‌طور تصور می‌شد که این معیار، معیار بهتری برای سنجش اثربخشی سیاست‌های کلان اقتصادی است. این‌طور استدلال می‌شد که اگر از نرخ‌های بهره برای مهار تورم استفاده شود، گنجاندن پرداخت‌های وام مسکن در معیار تورم گمراه‌کننده خواهد بود. خزانه‌داری نرخ بهره را تا سال ۱۹۹۷ تعیین کرد.

### معرفی شاخص قیمت مصرف‌کننده
در روز انتخابات در ماه مهٔ ۱۹۹۷، دولت جدید حزب کارگر کنترل نرخ بهره را به کمیته سیاست پولی در بانک انگلستان، که از لحاظ سیاسی نهادی مستقل محسوب می‌شد، واگذار کرد. این کمیته مسئولیت تعدیل نرخ بهره را به منظور دستیابی به هدف تورمی تعیین‌شده توسط صدراعظم بر عهده داشت. نرخ هدف اولیهٔ تورم RPIX برابر با ۲٫۵ درصد بود. این کمیته یک بار در ماه تشکیل جلسه می‌داد تا تصمیم بگیرد که آیا لازم است تغییراتی در نرخ بهره اعمال شود یا خیر. اگر در هر ماه تورم برای بیش از یک درصد از هدف منحرف می‌شد، رئیس بانک انگلستان موظف بود نامه‌ای سرگشاده به صدراعظم بنویسد و دلایل آن را توضیح دهد و برنامه اقدامی برای بازگرداندن تورم در مسیر منتهی به هدف پیشنهاد کند.
از سال ۱۹۹۶، بریتانیا نیز یک رقم شاخص قیمت مصرف‌کننده را دنبال کرده است و در دسامبر ۲۰۰۳، هدف تورم به CPI برابر با ۲ درصد از هدف قبلی RPIX برابر با ۲٫۵ درصد تغییر یافت.
شاخص قیمت مصرف‌کننده، شامل هزینه‌های مسکن مالکان (CPIH)، به شاخص تورم پیشرو در آمار رسمی تورم بریتانیا در ۲۱ مارس ۲۰۱۷ تبدیل شد.

## پیاده‌سازی

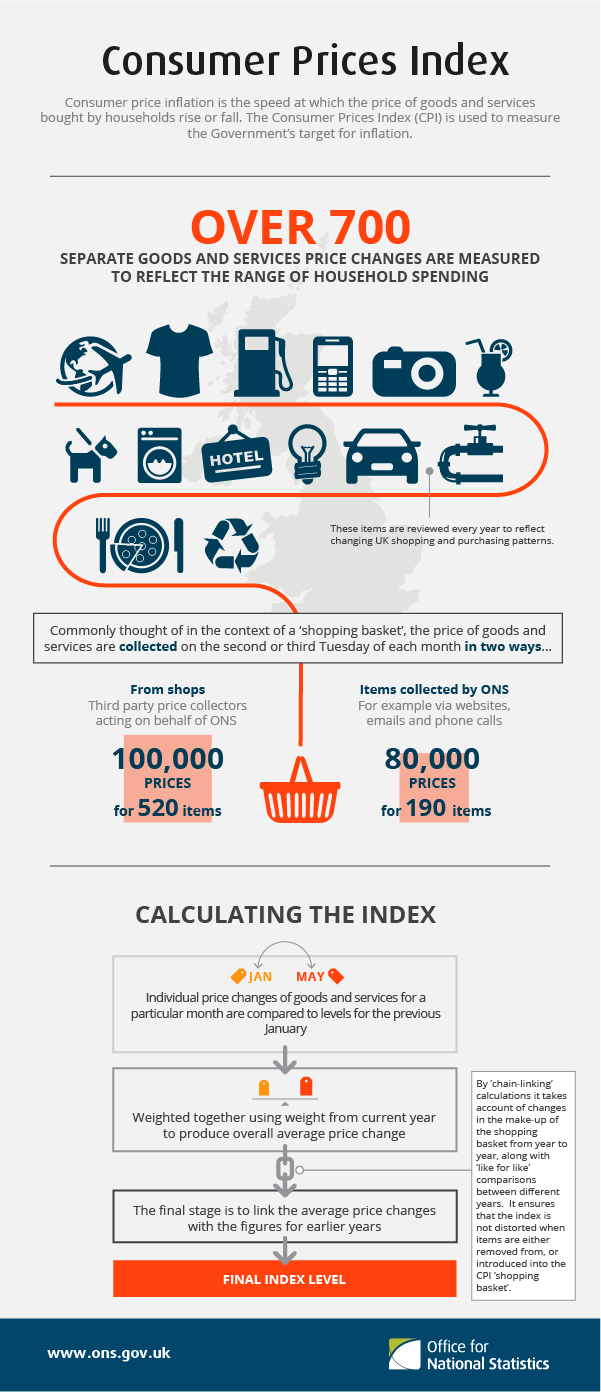
نسخهٔ کوتاه‌شدهٔ اینفوگرافیک ONS

شاخص قیمت مصرف‌کننده میانگین افزایش قیمت را به‌صورت درصدی برای سبدی متشکل از ۷۰۰ کالا و خدمات مختلف محاسبه می‌کند. این شاخص تقریباً در اواسط هر ماه اطلاعاتی در مورد قیمت این کالاها را از ۱۲۰٬۰۰۰ خرده‌فروشی مختلف جمع‌آوری می‌کند. باید توجه داشت که برخلاف شاخص قیمت‌های خرده‌فروشی، شاخص قیمت مصرف‌کننده به‌جای میانگین حسابی، میانگین هندسی قیمت‌ها را برای جمع‌آوری اقلام در پایین‌ترین سطوح در نظر می‌گیرد. این بدان معنی است که شاخص قیمت مصرف‌کننده به‌طور کلی کمتر از شاخص قیمت‌های خرده‌فروشی خواهد بود. منطق پشت این موضوع این است که این موضوع متضمن این واقعیت است که در صورت افزایش قیمت یک کالا، مصرف‌کنندگان مقدار کمتری از آن را خریداری می‌کنند و در صورت کاهش قیمت آن، خریداری کالا از سوی مصرف‌کنندگان افزایش خواهد یافت. این موضوع همچنین تضمین می‌کند که اگر قیمت‌ها بالا بروند و سپس به سطح قبلی بازگردند، شاخص قیمت مصرف‌کننده نیز به سطح قبلی خود بازمی‌گردد (که در مورد روش محاسبهٔ استفاده شده برای شاخص قیمت‌های خرده‌فروشی صادق نیست). اداره احصائیه دولت تخمین می‌زند که این تفاوت در روش میانگین حدود ۰٫۹٪ از میانگین ۱٫۱۵٪ تفاوت سالانه بین شاخص قیمت مصرف‌کننده و شاخص قیمت‌های خرده‌فروشی را تشکیل می‌دهد.
تغییر در شاخص قیمت مصرف‌کننده طی ۱۲ ماه منتهی به اوت ۲۰۰۸ برابر با ۴٫۷٪ بود، در حالی که رقم مربوط برای RPIX (که بهرهٔ وام مسکن را در خود ندارد) ۵٫۲٪ و برای شاخص قیمت‌های خرده‌فروشی (که شامل بهرهٔ وام مسکن است) ۴٫۸٪ بوده است. شاخص قیمت مصرف‌کننده، RPIX و شاخص قیمت‌های خرده‌فروشی ماهانه توسط اداره آمار ملی (ONS) منتشر می‌شوند. تاریخچهٔ شاخص قیمت مصرف‌کننده و RPIX که به سال ۱۹۸۹ برمی‌گردد را می‌توان در وبگاه ONS یافت.
انتقاداتی از شاخص قیمت مصرف‌کننده مطرح شده است که بیان می‌کند که این شاخص، معیاری کمتر مؤثر برای افزایش قیمت نسبت به شاخص قیمت‌های خرده‌فروشی است، و آن را متهم می‌کنند که دستکاری آن آسان‌تر است و گستردهٔ کمتری را تحت پوشش قرار می‌دهد (برای مثال، مستثنی کردن مسکن). جان ردوود، نمایندهٔ محافظه کار در بریتانیا، گفته است که هدف گذاری شاخص قیمت مصرف‌کننده به این معنی است که نرخ بهره در زمان افزایش تورم (شاخص قیمت‌های خرده‌فروشی) پایین‌تر تعیین می‌شود.
با این وجود، پس از انتخابات عمومی بریتانیا در مهٔ ۲۰۱۰، صدراعظم محافظه‌کار آتی جورج آزبورن اعلام کرد که شاخص قیمت مصرف‌کننده به‌طور گسترده‌تری از جمله برای تعیین مزایا و حقوق بازنشستگی مورد استفاده قرار خواهد گرفت.
در ژانویهٔ ۲۰۱۳، ادارهٔ آمار ملی نتیجه‌گیری خود را چنین اعلام کرد که شاخص قیمت‌های خرده‌فروشی استانداردهای بین‌المللی را برآورده نمی‌کند و دیگر به‌طور رسمی به‌عنوان «آمار ملی» بریتانیا رتبه‌بندی نمی‌شود.

## شاخص قیمت مصرف‌کننده و فرهنگ عامه
سبد کالاها و خدمات انتخاب‌شده برای انعکاس تغییرات در عادات خرید جامعه در نظر گرفته شده است. به‌عنوان مثال، در ۲۳ مارس ۲۰۰۹، شراب رز و مرغ سوخاری آماده به این سبد اضافه شد، در حالی که شراب سیب درون بطری و جعبه‌های شراب از این سبد حذف شدند.